# Hessisches Wirtschaftsarchiv
Das Hessische Wirtschaftsarchiv (HWA) mit Sitz in Darmstadt ist eine öffentliche Einrichtung, deren Bestände und Sammlungen unter Wahrung der gesetzlich vorgeschriebenen oder von den Eigentümern gewünschten Schutzfristen für wissenschaftliche Forschungsvorhaben oder andere Recherchen eingesehen werden können.
Das Hessische Wirtschaftsarchiv wurde 1992 als  Regionales Wirtschaftsarchiv von den hessischen Industrie- und Handelskammern gegründet. Die Finanzierung des Archivs erfolgt durch den Trägerverein Hessisches Wirtschaftsarchiv e. V.

## Aufgaben und Bestand
Das Hessische Wirtschaftsarchiv hat seit seiner Gründung die historischen Unterlagen von mehr als 200 Kammern, Verbänden und Unternehmen in seine Bestände übernommen. Ergänzt werden diese Aktenbestände durch eine Reihe von Sammlungen, die ständig erweitert werden.
Das Hessische Wirtschaftsarchiv verfügt über eine mehr als 25.000 Bände umfassende Dienstbibliothek mit den Sammlungsschwerpunkten hessische Landesgeschichte, Wirtschaftsgeschichte und Firmenchroniken, die von den Besuchern des Hessischen Wirtschaftsarchivs im Lesesaal eingesehen werden kann. Zur Bibliothek gehören weiterhin umfangreiche Bestände historischer Tageszeitungen sowie Periodika von Fachverbänden, die u. a. aus den inzwischen aufgelösten ehemaligen Bibliotheken der hessischen Industrie- und Handelskammern übernommen wurden. Weiterhin berät das Archiv hessische Unternehmen beim Aufbau eigener Firmenarchive.

## Forschung und Dokumentation
Das HWA erarbeitet in regelmäßigen Abständen Wanderausstellungen zu wirtschaftsgeschichtlichen Fragen.
Es publiziert zwei Schriftenreihen: die Schriften zur hessischen Wirtschafts- und Unternehmensgeschichte (Stand Dezember 2012: 12 Bände) und die Beiträge zur hessischen Wirtschaftsgeschichte (Stand Dezember 2012: 7 Bände).